# بلیدون آن تاین
بلیدون آن تاین (به انگلیسی: Blaydon-on-Tyne) یک شهرک در بریتانیا است که در شمال شرقی انگلستان واقع شده‌است. بلیدون آن تاین ۱۵٬۱۵۵ نفر جمعیت دارد.